# 西郷の戦い
西郷の戦い（さいごうのたたかい）は戦国時代の天文元年9月19日(1532年10月17日)に筑前国宗像郡西郷（現在の福岡県福津市上西郷・下西郷辺り）で、大内軍と大友軍の間で行われた合戦である。